# Teljonsaaret
Teljonsaaret är en ö i Finland. Den ligger i sjön Kemi träsk och i kommunen Kemijärvi i den ekonomiska regionen  Östra Lapplands ekonomiska region  och landskapet Lappland, i den norra delen av landet, 700 km norr om huvudstaden Helsingfors. Öns area är 6,5 hektar och dess största längd är 1,2 kilometer i nord-sydlig riktning.  Notera att namnet antyder att det är fråga om flera öar.